# L3 (experiência)
A L3 era uma das quatro grandes experiência de física de partículas que funcionou no LEP, do CERN. O principal resultado obtido pela L3 foi a medida da ressonância do busão Z0, quer dizer a estatística sobre a energia medida desta partícula. Os cálculos de física de partículas aplicados ao modelo padrão, que descrevem as propriedades do conjunto da partículas observadas, indicam com efeito que a forma detalhada desta ressonância é está directamente ligada ao número de famílias do modelo padrão, uma família composta por um neutrino, um leptão carregado e dois quarks +2/3 e -1/3 (por exemplo, formam tal família os electrões, o neutrino do electrão e os quark u e quark d). Mais precisamente, a forma da ressonância é determinada pelo número de neutrinos da massa inferior à do Z0. Os dados indicam que só três tipos são  presentes na natureza, fixando assim o número de famílias a três.
A L3 também permitiu estabelece a universalidade do comportamento da interacção fraca em relação às diferentes famílias, quer dizer que as suas massas esperadas - as partículas de um dado tipo mas de família diferente como a do electrão, o muão e o tau - comportam-se da mesma maneira quando sujeitos à interacção fraca.
O detector L3 é um cilindro multicamadas separado em diferentes instrumentos de medida, onde cada um mede quantidades físicas relevantes à reconstrução da colisão que se estuda. A partir do centro, e junto ao tubo do acelerador, onde os electrões e os positrões circulam e colidem, encontra-se dois subdetectores; o Silicon strip Microvertex Detector (SMD) e o Time Expansion Chamber (TEC) encarregados de traçar o trajectória percorrida pelas partículas carregadas produzida na colisão. Uma também recupera as informações acerca do momentum - quantidade de movimento - quantidade relacionada com a massa e a energia) de uma partícula medindo a sua deflexão no campo magnético presente no detector. As outras três camadas exteriores são o calorímetro electromagnético, o calorímetro hadrónico (HCAL) e o detector de muãos. 

## O complexo do CERN
A composição do CAC, sigla em inglês de CERN Acelarators Complex.